# Молитвенник Гертруды
Кодекс Гертруды [также известный как Кодекс Эгберта, Кодекс Трира или Молитвенник (Молитвослов) Гертруды] — иллюминированная рукопись, написанная в Средние века, которая хранится в муниципальном музее города Чивидале, Италия.
Изначально Псалтырь был создан монахами аббатства Рейхенау в конце X века для архиепископа Эгберта из Трира. В середине XI века книга перешла к Гертруде, мужем которой был Изяслав I Ярославич. Она включила в кодекс свой латинский молитвенник (около 90 молитв, вероятно записанных рукой самой Гертруды), а после прибытия Гертруды в Киев около 1043 г. в рукопись были добавлены пять миниатюр византийского письма. В итоге книга стала представлять собой удивительное сплетение византийских и романских традиций. Добавленные в Киеве миниатюры являются оригинальными местными работами, так на одной помещено изображение почитаемой киевской иконы Богородицы «Печерская». В 1103 г. Кодекс был вывезен в Польшу внучкой Гертруды Сбыславой Святополковной, женой Болеслава III Кривоустого. 
В настоящее время Кодекс Гертруды хранится в Национальном Археологическом музее города Чивидале-дель-Фриули (Италия).  
Иногда Кодекс рассматривается как подтверждение проявления интересов Изяслава в отношении Римско-католической церкви. Характерной особенностью книги является широкое жизнеописание Апостола Петра, которого почитали Гертруда и её сын Ярополк. При крещении Ярополк получил имя Пётр. Известно, что Ярополк первым построил церковь Святого Петра в Киеве и поместил изображение святого на своих монетах.
В 1075 году он был послан своим отцом, свергнутым с трона, в Рим, чтобы получить поддержку Папы и восстановить своё правление над Русью благодаря заступничеству Святого Петра («patrocinium beati Petri»). Имеются также два письма Папы Григория VII, адресованные королю Польши и Святославу II Киевскому, в которых Папа пытался вразумить их и заставить вернуть трон Изяславу.